# Christian Humborg

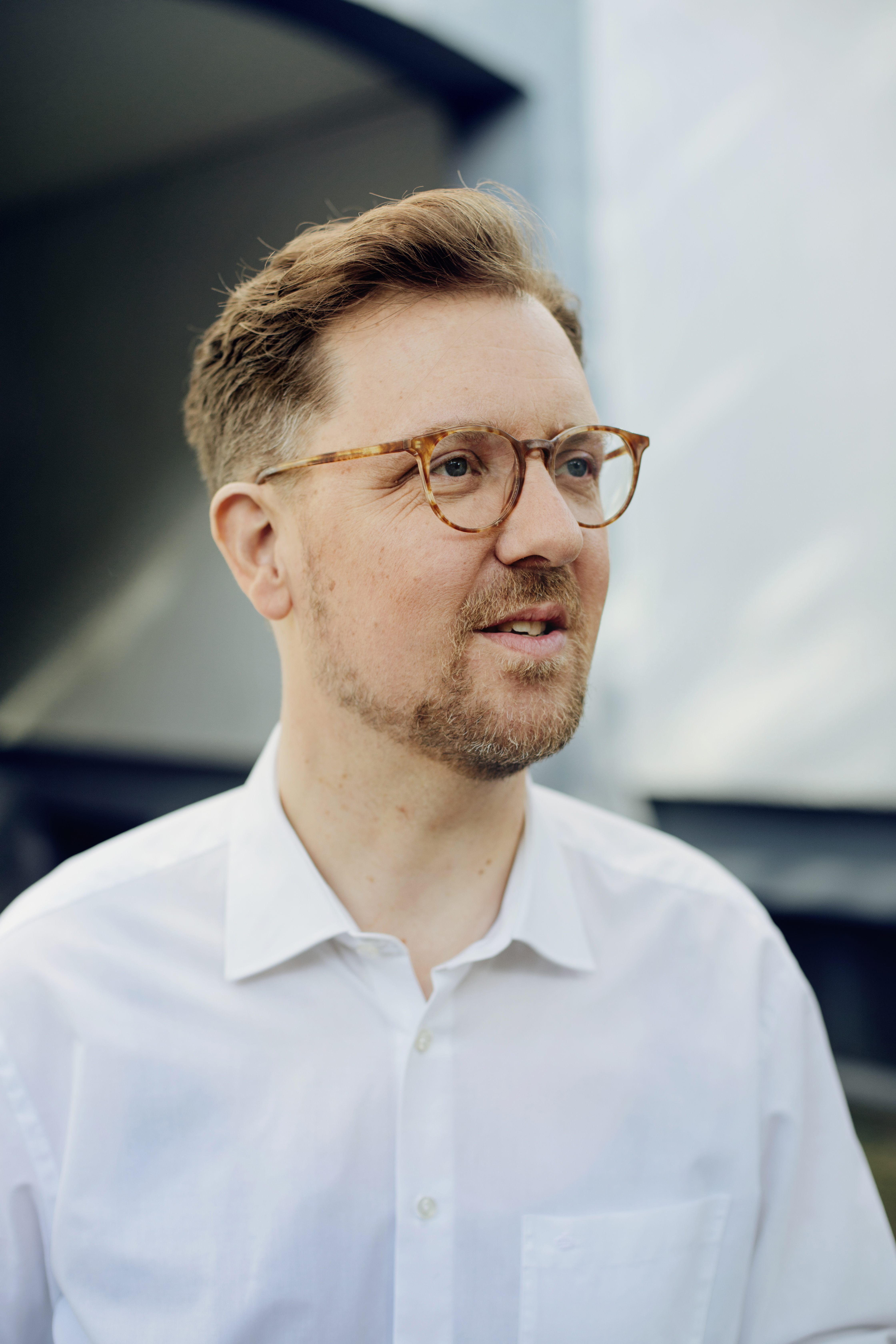
Christian Humborg (2021)

Christian Ludwig Humborg (* 1973 in Münster) ist ein deutscher Manager. Er war von Juni 2021 bis März 2025 einer der geschäftsführenden Vorstände von Wikimedia Deutschland.

## Werdegang
Christian Humborg wuchs in Münster in Westfalen auf. Nach dem Abitur in Münster studierte er Verwaltungswissenschaften an den Universitäten in Konstanz (1992–1998) und Leiden (Niederlande) (1994–1995). Humborg war Stipendiat der Friedrich-Ebert-Stiftung.
In den Jahren 1998 bis 2000 arbeitete er für die Deutsche Bahn im Bereich Konzernentwicklung in Berlin, dem folgte eine Tätigkeit als Berater bei Plato Kommunikation (Scholz & Friends Group) in den Jahren 2000 bis 2002. Von 2003 bis 2006 war er Business Development Manager bei Freshfields Bruckhaus Deringer (Frankfurt am Main und London). 2004 wurde Humborg an der Universität Potsdam (Arbeit zum Management der Autobahninfrastruktur am Lehrstuhl für Betriebswirtschaftslehre der öffentlichen Verwaltung) promoviert. Danach war er von 2007 bis 2014 Geschäftsführer von Transparency International Deutschland, von 2014 bis 2016 Kaufmännischer Geschäftsführer von Correctiv und wechselte im Jahr 2016 zu Wikimedia Deutschland als Bereichsleiter Finanzen und Zentrale Dienste sowie als Stellvertreter des Alleinvorstandes.
Christian Humborg gehört zu den Mitinitiatoren des im Jahr 2011 online geschalteten Transparenzportals FragDenStaat.
Humborg ist seit 2017 Lehrbeauftragter am Institut für Publizistik- und Kommunikationswissenschaft der Freien Universität Berlin.
Ab Juni 2021 war Christian Humborg geschäftsführender Vorstand von Wikimedia Deutschland. Ab August 2022 war er als Vorstandsvorsitzender gemeinsam mit Franziska Heine geschäftsführender Vorstand. Im Januar 2025 wurde bekannt gegeben, dass er Wikimedia Deutschland im März 2025 verlassen wird, um eine neue Stelle als Vorstand und CEO der Allianz Foundation anzutreten.

## Mitgliedschaften und Funktionen
- Seit 2017 ist Christian Humborg Kuratoriumsmitglied von Correctiv.[18][5]
- Im Jahr 2020 gehörte er zu den Mitbegründern von RUMS – Neuer Journalismus für Münster.[3][5]
- Mitglied des Beirates „Zeitschrift für Politikberatung“[19]
- Mitglied des Beirats des Model G8 Germany e. V.[19][20]

## Publikationen
- Christian Humborg: Das Management der Bundesautobahnen. Institutional Governance im Politikfeld Verkehr. Nomos Verlag, Baden-Baden 2004, ISBN 978-3-8329-0771-6 (226 S.).
- Christian Humborg: Reflektion zu Transparenz und Politik. BerlinPositionen aus dem Forum Berlin. Friedrich-Ebert-Stiftung, Bonn April 2012, DNB 1023329026 (12 S., docplayer.org).
- Christian Humborg, Thuy Anh Nguyen: Die publizistische Gesellschaft. Journalismus und Medien im Zeitalter des Plattformkapitalismus. Springer Fachmedien Wiesbaden, Wiesbaden 2018, ISBN 978-3-658-20959-9 (53 S., springer.com – Online-Ressourcen (PDF), gedruckt: ISBN 978-3-658-20958-2).
- Christian Humborg: Journalismus als öffentliches Gut. Meinungsbildung im digitalen Kapitalismus. Friedrich-Ebert-Stiftung, Bonn 2021, ISBN 978-3-96250-873-9 (26 S., fes.de [PDF] Creative-Commons-Lizenz: CC BY-NC-ND 4.0).

## Auszeichnungen
- 2009 gewann Humborg als Mitglied von carta.info den Grimme Online Award, der dem Autorenblog verliehen wurde.[6][5]
- 2020 gewann das im selben Jahr von Humborg mitbegründete lokaljournalistische Projekt „RUMS – Neuer Journalismus für Münster“, den VOCER NETZWENDE Award für nachhaltige Innovation im Journalismus.[11]